# Chryzant
Chryzant – imię męskie pochodzenia greckiego (Χρυσάνθης), utworzone od przymiotnika chrysanthés – „o złotym kwiiecie”, pierwotnie odnoszącego się do krokusa (gr. χρυσός chrysos – „złoty” i gr. άνθος anthos – „kwiat”). Patronem tego imienia jest św. Chryzant (†283), patron sędziów.
Żeński odpowiednik: Chryzanta.
Chryzant imieniny obchodzi 25 października.

## Odpowiedniki w innych językach
- łac. Chrysanthus
- wł. Crisante
- język niemiecki — Chrysanthus, Chrysanth
- język francuski — Chrysanthe, Crisant
- ros. Хриса́нф[2]

## Imiennicy
- Chrysanthios z Sardes (IV w.) – grecki filozof, neoplatonik
- Chryzant (zm. 1810) – zwierzchnik Cypryjskiego Kościoła Prawosławnego w latach 1767–1810
- Chryzant I (1768–1834) – ekumeniczny patriarcha Konstantynopola w latach 1824–1826.
- Chryzant (1881–1949) – duchowny Greckiego Kościoła Prawosławnego, arcybiskup Aten
- Crisant Bosch (1907–1981) – hiszpański piłkarz i trener, reprezentant kraju; grał na MŚ 1934
- Chryzant (Czepil) (1937–2011) – metropolita Rosyjskiego Kościoła Prawosławnego
- Crisanto Luque Sánchez (1889–1959) – kolumbijski duchowny katolicki, kardynał, arcybiskup Bogoty
- Chryzanty Opacki (1741 lub 1742 – 1806) – ziemianin z Łomżyńskiego, generał major ziemiański ziemi wiskiej
- Chryzant (Rietiwcew) (1832–1883) – rosyjski biskup prawosławny
- Chryzant (Stellatos) (ur. 1952) – duchowny Greckiego Kościoła Prawosławnego

### Święci Cerkwi prawosławnej
- św. Chryzant Rzymski (†283), męczennik[2],
- św. Chryzant Tracki, męczennik[3].